# Stachybotrys
Stachybotrys è un genere che comprende circa 50 muffe appartenenti al phylum degli Ascomycota.
Le specie Stachybotrys chartarum e Stachybotrys chlorohalonata sono conosciute negli Stati Uniti come "muffa nera" o "muffa tossica nera" e sono frequentemente associate a una cattiva qualità dell'aria interna a un edificio, dopo la crescita fungina conseguente a umidità presente nei muri e in generale nei materiali da costruzione.

## Patogenicità

### Sintomi da esposizione aStachybotrysnell'uomo
L'esposizione alle micotossine presenti in S. chartarum (precedentemente nota come S. atra) può avere una vasta gamma di effetti. A seconda della durata dell'esposizione e il volume delle spore inalate o ingerite, i sintomi possono manifestarsi come irritazione in aree differenti, tra cui gli occhi, le membrane mucose della bocca, naso e gola, così come altri sintomi quali starnuti e tosse cronica. In gravi casi di esposizione, o in casi aggravati da reazioni allergiche, i sintomi possono essere estremi e includono nausea, vomito e sanguinamento nei polmoni e dal naso. La discussione è iniziata nei primi anni '90, dopo l'analisi di molteplici casi di bambini delle aree povere di Cleveland, Ohio e di due morti infantili dovute a emorragia polmonare inizialmente legate all'esposizione a notevoli quantità di S. chartarum. Una successiva estesa rianalisi dei casi dai Centri statunitensi per il controllo e la prevenzione delle malattie non sono riusciti a trovare alcun legame tra le morti e l'esposizione alla muffa.